# Maryvonne Dupureurová
Maryvonne Samson Dupureurová (24. května 1937 – 7. ledna 2008) byla francouzská běžkyně na střední vzdálenosti. Startovala na 800 m a získala stříbrnou medaili na olympijských hrách v roce 1964 a na evropských hrách v roce 1967 v Praze. Zúčastnila se také olympijských her v letech 1960 a 1968.